# Роб Дерікс
Роб Дерікс (нід. Rob Derikx, 25 серпня 1982) — нідерландський хокеїст на траві.
Срібний призер Олімпійських Ігор 2004 року, учасник 2008 року.
Бронзовий призер Чемпіонату світу 2002 року.
Чемпіон Європи 2007 року, срібний призер 2005 року.
Переможець Трофею чемпіонів 2002, 2003 років, срібний призер 2004 року, бронзовий призер 2001, 2007 років.